# Selma (tavi szörny)

Seljord város címerében szerepel Selma

Selma egy tavi szörny, kriptida, ami egyes beszámolók szerint, Norvégiában a Seljord-tóban él. A teremtmény lóangolnára hasonlít, szemtanúk a 18. század óta számolnak be létezéséről. Emberre soha nem támadt.
A nagy nyilvánosság számára akkor lett ismert a Seljord-tavi szörny, amikor Halvor J. Sansdalen folklorista a könyvében beszámolt arról, hogy a tó körüli falvak lakosai rendszeresen látnak a vízben egy úgynevezett „tavi lovat”. A kutató Seljorának nevezte el a szörnyet, a Selma nevet Jan Ove Sudberg svéd önjelölt felfedező és kriptozoológus – aki számtalanszor próbálta elkapni a lényt, eredménytelenül – adta a lénynek. A helyiek Seljord ormnak nevezik.

## Észlelések
- 1880 körül – Gunhild Bjørge helybéli falusi asszony a tó partján mosta a ruháit, amikor egy közel 1 méter hosszú kígyószerű teremtmény mászott ki a vízből. Az asszony ijedtében felkapta a mosáshoz használt fapálcák egyikét és lesújtott a lényre, amit kettévágott. A hátsó része visszacsusszant a tóba, a lény elülső része a parton maradt. Számos helybéli nézte meg a maradványokat.

- A Fjøllguten egy kisebb hajó volt, ami rendszeresen szállított utazókat a tavon 1874 és 1924 között, egy ilyen kirándulás alkalmával Torjus Kåsi és Tor Hauge urak látták, amint egy nagy termetű állat úszik el a hajó alatt.

- 1963. augusztus – Az alábbi leírás a szörnyről az Aftenposten újságban jelent meg egy szemtanú észleléséről: Walther Berg kerékpártúrán vett részt a Seljord-tónál, késő éjszaka érkezett meg a tóhoz. A szabadban akart éjszakázni, ám észrevett egy kisebb csónakházat és ott töltötte az éjszakát. Másnap korán reggel ébredt, kiment megnézni, hogy milyen idő lesz, és ekkor vette észre, hogy egy hatalmas állat emelkedett ki a vízből. Kígyószerű teste volt, aránytalanul kis feje, hosszát 30 lábra becsülte meg.

- 1975 – Olav Juvkås postás egy nyári napon a tó mellett vitte ki a csomagokat autóval. A kocsi ablakán kinézve pillantotta meg a tóban a mintegy 5 méter hosszú, angolnaszerű állatot, mely tekergőzve haladt előre a vízben. Kékesfekete színű volt, a feje kiemelkedett úszása közben.

- 1996 – Két férfi a tavon horgászott, mikor hirtelen egy kígyónyakú, lófejű teremtmény emelkedett ki a vízből. A nyak és a fej együttes hosszát 10 lábban becsülték meg. A lénynek fekete szeme volt. Másodpercek után újból elmerült a tóban.

- 2001 – Két ember a tópartján pillantott meg egy kígyószerű teremtményt. Miután közeledni kezdtek felé, a lény visszacsusszant a tóba. Hosszát 40 lábra becsülték a szemtanúk.